# Melamphaes macrocephalus
Melamphaes macrocephalus is een straalvinnige vissensoort uit de familie van grootschubvissen (Melamphaidae). De wetenschappelijke naam van de soort is voor het eerst geldig gepubliceerd in 1931 door Parr.